# Хептод
Хепто́д (Пентагрид) – е електронна лампа със седем електроди: катод, анод и пет решетки. Основното предназначение и използване на тази лампа в електронните схеми е като преобразовател на честота в суперхетеродинен радиоприемник.

## Наименование и приложение
Прието е под хептод да се разбира електронна лампа със седем електрода. Принципно са разработени хептоди с еднакви функции, но в два варианти на конструкцията.
Първата конструкция е независим преобразувател, който в една единна структура на електродите се изпълняват функциите на хетеродин и смесител. Това е наложило популярно и другото наименование на лампа с такава структура – пентагрид, т.е. лампа с пет решетки. Популярна е типичната лампа от този вид – 6А8 (съветско производство) и европейската MX40 произвеждана от Osram от 1934 г.
Втората конструкция е комбинирана лампа триод-хептод, отделно изпълняваща функции на генератор и смесител. Такива използвани са лампата американско производство 6J8-G (1938 г.) и специално разработената за автомобилни радиоприемници 12 FXB (на захранване 12,6 V), популярната европейска ECH81, използвана масово и от българската радиопромишленост, и нейния еквивалент съветско производство 6И1П и 6И3П.

## История
Технологичните постижения при създаването и използването на триодната радиолампа, както и създаването на принципите и схемата на суперхетеродинния радиоприемник, е предпоставка за създаването на нови градивни генераторни и усилвателни елементи. Създаването на хептода като електронен елемент отговаря на тези потребности.
Преобразуването на сигнала при приема от кой да е радиопредавател и превръщането на носещата честота в електрически сигнал с междинна честота се осъществява от многорешетъчни радиолампи. Хептодът с наличието на пет решетки позволява честотно преобразуване, като може да се използва при схеми с двойно управление като генератор и смесител. С честотното преобразуване усилването и филтрирането по една честота, суперхетеродинния радиоприемник има значително по-висока чувствителност, усилване и шумоустойчивост.

## Технически решения
Преобразуването на сигнала от носещата радиочестота в електрически сигнал с междинна честота може да се осъществи по два способа:
- с хептод по схема на съвместяване на хетеродин (генератор) и преобразувател. Съвместяването на двете функции с една пет решетъчна лампа се реализира като хетеродина и смесителя се включват последователно. Технически се реализира като двете най-близки до катода решетки образуват хетеродина генериращ напрежението за биенето с напрежението на входния сигнал. Другите решетки участват в схема като усилвател на входния сигнал. Функцията на смесване на двата сигнала се осъществява от електронния поток емитиран от катода и създаващ общия аноден ток.
- с комбинирана радиолампа триод-хептод в един корпус като функциите на генератор – хетеродин и смесител – преобразувател са разделени.